# Capocannonieri della Premier League
In questa pagina viene riportata, in ordine cronologico, la sequenza dei calciatori che hanno vinto la classifica dei marcatori nel massimo campionato di calcio professionistico in Inghilterra, ovvero la Premier League (fino al 1992 denominata First Division).

## Vincitori della classifica marcatori di First Division/Premier League
| Stagione | Nazione                                                             | Giocatore                                | Squadra                               | Reti |
| -------- | ------------------------------------------------------------------- | ---------------------------------------- | ------------------------------------- | ---- |
| 1888-89  | Inghilterra (bandiera)                                              | John Goodall                             | Preston N.E.                          | 21   |
| 1889-90  | Scozia (bandiera)                                                   | Jimmy Ross                               | Preston N.E.                          | 24   |
| 1890-91  | Inghilterra (bandiera)                                              | Jack Southworth                          | Blackburn                             | 26   |
| 1891-92  | Scozia (bandiera)                                                   | Johnny Campbell                          | Sunderland                            | 32   |
| 1892-93  | Scozia (bandiera)                                                   | Johnny Campbell                          | Sunderland                            | 31   |
| 1893-94  | Inghilterra (bandiera)                                              | Jack Southworth                          | Everton                               | 27   |
| 1894-95  | Scozia (bandiera)                                                   | Johnny Campbell                          | Sunderland                            | 22   |
| 1895-96  | Scozia (bandiera) · Inghilterra (bandiera)                          | Johnny J. Campbell Steve Bloomer         | Aston Villa Derby County              | 20   |
| 1896-97  | Inghilterra (bandiera)                                              | Steve Bloomer                            | Derby County                          | 22   |
| 1897-98  | Inghilterra (bandiera)                                              | George Wheldon                           | Aston Villa                           | 21   |
| 1898-99  | Inghilterra (bandiera)                                              | Steve Bloomer                            | Derby County                          | 23   |
| 1899-00  | Inghilterra (bandiera)                                              | Billy Garraty                            | Aston Villa                           | 27   |
| 1900-01  | Inghilterra (bandiera)                                              | Steve Bloomer                            | Derby County                          | 23   |
| 1901-02  | Inghilterra (bandiera)                                              | Jimmy Settle                             | Everton                               | 18   |
| 1902-03  | Inghilterra (bandiera)                                              | Sam Raybould                             | Liverpool                             | 31   |
| 1903-04  | Inghilterra (bandiera)                                              | Steve Bloomer                            | Derby County                          | 20   |
| 1904-05  | Inghilterra (bandiera)                                              | Arthur Brown                             | Sheffield Utd                         | 22   |
| 1905-06  | Scozia (bandiera)                                                   | Walter White                             | Bolton                                | 26   |
| 1906-07  | Scozia (bandiera)                                                   | Alex Young                               | Everton                               | 28   |
| 1907-08  | Inghilterra (bandiera)                                              | Enoch West                               | Nottingham Forest                     | 27   |
| 1908-09  | Inghilterra (bandiera)                                              | Bert Freeman                             | Everton                               | 38   |
| 1909-10  | Inghilterra (bandiera)                                              | Jack Parkinson                           | Liverpool                             | 30   |
| 1910-11  | Inghilterra (bandiera)                                              | Albert Shepherd                          | Newcastle Utd                         | 25   |
| 1911-12  | Inghilterra (bandiera) · Inghilterra (bandiera) · Scozia (bandiera) | Harry Hampton George Holley David McLean | Aston Villa Sunderland Sheffield Weds | 25   |
| 1912-13  | Scozia (bandiera)                                                   | David McLean                             | Sheffield Weds                        | 30   |
| 1913-14  | Inghilterra (bandiera)                                              | George Elliott                           | Middlesbrough                         | 32   |
| 1914-15  | Scozia (bandiera)                                                   | Bobby Parker                             | Everton                               | 35   |
| 1919-20  | Inghilterra (bandiera)                                              | Fred Morris                              | West Bromwich                         | 37   |
| 1920-21  | Inghilterra (bandiera)                                              | Joe Smith                                | Bolton                                | 38   |
| 1921-22  | Scozia (bandiera)                                                   | Andrew Wilson                            | Middlesbrough                         | 31   |
| 1922-23  | Inghilterra (bandiera)                                              | Charlie Buchan                           | Sunderland                            | 30   |
| 1923-24  | Inghilterra (bandiera)                                              | Wilf Chadwick                            | Everton                               | 28   |
| 1924-25  | Inghilterra (bandiera)                                              | Frank Roberts                            | Manchester City                       | 31   |
| 1925-26  | Inghilterra (bandiera)                                              | Ted Harper                               | Blackburn                             | 43   |
| 1926-27  | Inghilterra (bandiera)                                              | Jimmy Trotter                            | Sheffield Weds                        | 37   |
| 1927-28  | Inghilterra (bandiera)                                              | Dixie Dean                               | Everton                               | 60   |
| 1928-29  | Scozia (bandiera)                                                   | Dave Halliday                            | Sunderland                            | 43   |
| 1929-30  | Inghilterra (bandiera)                                              | Vic Watson                               | West Ham Utd                          | 41   |
| 1930-31  | Inghilterra (bandiera)                                              | Tom Waring                               | Aston Villa                           | 49   |
| 1931-32  | Inghilterra (bandiera)                                              | Dixie Dean                               | Everton                               | 44   |
| 1932-33  | Inghilterra (bandiera)                                              | Jack Bowers                              | Derby County                          | 35   |
| 1933-34  | Inghilterra (bandiera)                                              | Jack Bowers                              | Derby County                          | 34   |
| 1934-35  | Inghilterra (bandiera)                                              | Ted Drake                                | Arsenal                               | 42   |
| 1935-36  | Inghilterra (bandiera)                                              | William Richardson                       | West Bromwich                         | 39   |
| 1936-37  | Inghilterra (bandiera)                                              | Freddie Steele                           | Stoke City                            | 33   |
| 1937-38  | Inghilterra (bandiera)                                              | Tommy Lawton                             | Everton                               | 38   |
| 1938-39  | Inghilterra (bandiera)                                              | Tommy Lawton                             | Everton                               | 35   |
| 1946-47  | Inghilterra (bandiera)                                              | Dennis Westcott                          | Wolverhampton                         | 37   |
| 1947-48  | Inghilterra (bandiera)                                              | Ronnie Rooke                             | Arsenal                               | 33   |
| 1948-49  | Scozia (bandiera)                                                   | Willie Moir                              | Bolton                                | 25   |
| 1949-50  | Inghilterra (bandiera)                                              | Dickie Davis                             | Sunderland                            | 25   |
| 1950-51  | Inghilterra (bandiera)                                              | Stan Mortensen                           | Blackpool                             | 30   |
| 1951-52  | Cile (bandiera)                                                     | George Robledo                           | Newcastle Utd                         | 33   |
| 1952-53  | Inghilterra (bandiera)                                              | Charlie Wayman                           | Preston N.E.                          | 24   |
| 1953-54  | Inghilterra (bandiera)                                              | Jimmy Glazzard                           | Huddersfield Town                     | 29   |
| 1954-55  | Inghilterra (bandiera)                                              | Ronnie Allen                             | West Bromwich                         | 27   |
| 1955-56  | Inghilterra (bandiera)                                              | Nat Lofthouse                            | Bolton                                | 33   |
| 1956-57  | Galles (bandiera)                                                   | John Charles                             | Leeds Utd                             | 38   |
| 1957-58  | Inghilterra (bandiera)                                              | Bobby Smith                              | Tottenham                             | 36   |
| 1958-59  | Inghilterra (bandiera)                                              | Jimmy Greaves                            | Chelsea                               | 33   |
| 1959-60  | Inghilterra (bandiera)                                              | Dennis Viollet                           | Manchester Utd                        | 32   |
| 1960-61  | Inghilterra (bandiera)                                              | Jimmy Greaves                            | Chelsea                               | 41   |
| 1961-62  | Inghilterra (bandiera)                                              | Ray Crawford Derek Kevan                 | Ipswich Town West Bromwich            | 33   |
| 1962-63  | Inghilterra (bandiera)                                              | Jimmy Greaves                            | Tottenham                             | 37   |
| 1963-64  | Inghilterra (bandiera)                                              | Jimmy Greaves                            | Tottenham                             | 35   |
| 1964-65  | Irlanda (bandiera) · Inghilterra (bandiera)                         | Andy McEvoy Jimmy Greaves                | Blackburn Tottenham                   | 29   |

| Stagione | Nazione                                                                        | Giocatore                                          | Squadra                            | Reti |
| -------- | ------------------------------------------------------------------------------ | -------------------------------------------------- | ---------------------------------- | ---- |
| 1965-66  | Irlanda del Nord (bandiera)                                                    | Willie Irvine                                      | Burnley                            | 29   |
| 1966-67  | Galles (bandiera)                                                              | Ron Davies                                         | Southampton                        | 37   |
| 1967-68  | Irlanda del Nord (bandiera) · Galles (bandiera)                                | George Best Ron Davies                             | Manchester Utd Southampton         | 28   |
| 1968-69  | Inghilterra (bandiera)                                                         | Jimmy Greaves                                      | Tottenham                          | 27   |
| 1969-70  | Inghilterra (bandiera)                                                         | Jeff Astle                                         | West Bromwich                      | 25   |
| 1970-71  | Inghilterra (bandiera)                                                         | Tony Brown                                         | West Bromwich                      | 28   |
| 1971-72  | Inghilterra (bandiera)                                                         | Francis Lee                                        | Manchester City                    | 33   |
| 1972-73  | Inghilterra (bandiera)                                                         | Bryan Robson                                       | West Ham Utd                       | 28   |
| 1973-74  | Inghilterra (bandiera)                                                         | Mick Channon                                       | Southampton                        | 21   |
| 1974-75  | Inghilterra (bandiera)                                                         | Malcolm Macdonald                                  | Newcastle Utd                      | 21   |
| 1975-76  | Scozia (bandiera)                                                              | Ted MacDougall                                     | Norwich City                       | 23   |
| 1976-77  | Inghilterra (bandiera) · Scozia (bandiera)                                     | Malcolm Macdonald Andy Gray                        | Arsenal Aston Villa                | 25   |
| 1977-78  | Inghilterra (bandiera)                                                         | Bob Latchford                                      | Everton                            | 30   |
| 1978-79  | Inghilterra (bandiera)                                                         | Frank Worthington                                  | Bolton                             | 24   |
| 1979-80  | Inghilterra (bandiera)                                                         | Phil Boyer                                         | Southampton                        | 23   |
| 1980-81  | Inghilterra (bandiera) · Scozia (bandiera)                                     | Peter Withe Steve Archibald                        | Aston Villa Tottenham              | 20   |
| 1981-82  | Inghilterra (bandiera)                                                         | Kevin Keegan                                       | Southampton                        | 26   |
| 1982-83  | Inghilterra (bandiera)                                                         | Luther Loide Blissett                              | Watford                            | 27   |
| 1983-84  | Galles (bandiera)                                                              | Ian Rush                                           | Liverpool                          | 32   |
| 1984-85  | Inghilterra (bandiera)                                                         | Kerry Dixon Gary Lineker                           | Chelsea Leicester City             | 24   |
| 1985-86  | Inghilterra (bandiera)                                                         | Gary Lineker                                       | Everton                            | 30   |
| 1986-87  | Inghilterra (bandiera)                                                         | Clive Allen                                        | Tottenham                          | 33   |
| 1987-88  | Irlanda (bandiera)                                                             | John Aldridge                                      | Liverpool                          | 26   |
| 1988-89  | Inghilterra (bandiera)                                                         | Alan Martin Smith                                  | Arsenal                            | 23   |
| 1989-90  | Inghilterra (bandiera)                                                         | Gary Lineker                                       | Tottenham                          | 24   |
| 1990-91  | Inghilterra (bandiera)                                                         | Alan Martin Smith                                  | Arsenal                            | 22   |
| 1991-92  | Inghilterra (bandiera)                                                         | Ian Wright                                         | Crystal Palace Arsenal             | 29   |
| 1992-93  | Inghilterra (bandiera)                                                         | Teddy Sheringham                                   | Tottenham                          | 22   |
| 1993-94  | Inghilterra (bandiera)                                                         | Andy Cole                                          | Newcastle Utd                      | 34   |
| 1994-95  | Inghilterra (bandiera)                                                         | Alan Shearer                                       | Blackburn                          | 34   |
| 1995-96  | Inghilterra (bandiera)                                                         | Alan Shearer                                       | Blackburn                          | 31   |
| 1996-97  | Inghilterra (bandiera)                                                         | Alan Shearer                                       | Newcastle Utd                      | 25   |
| 1997-98  | Inghilterra (bandiera)                                                         | Christopher Roy Sutton Dion Dublin Michael Owen    | Blackburn Coventry City Liverpool  | 18   |
| 1998-99  | Paesi Bassi (bandiera) · Inghilterra (bandiera) · Trinidad e Tobago (bandiera) | Jimmy Floyd Hasselbaink Michael Owen Dwight Yorke  | Leeds Utd Liverpool Manchester Utd | 18   |
| 1999-00  | Inghilterra (bandiera)                                                         | Kevin Phillips                                     | Sunderland                         | 30   |
| 2000-01  | Paesi Bassi (bandiera)                                                         | Jimmy Floyd Hasselbaink                            | Chelsea                            | 23   |
| 2001-02  | Francia (bandiera)                                                             | Thierry Henry                                      | Arsenal                            | 24   |
| 2002-03  | Paesi Bassi (bandiera)                                                         | Ruud van Nistelrooy                                | Manchester Utd                     | 25   |
| 2003-04  | Francia (bandiera)                                                             | Thierry Henry                                      | Arsenal                            | 30   |
| 2004-05  | Francia (bandiera)                                                             | Thierry Henry                                      | Arsenal                            | 25   |
| 2005-06  | Francia (bandiera)                                                             | Thierry Henry                                      | Arsenal                            | 27   |
| 2006-07  | Costa d'Avorio (bandiera)                                                      | Didier Drogba                                      | Chelsea                            | 20   |
| 2007-08  | Portogallo (bandiera)                                                          | Cristiano Ronaldo                                  | Manchester Utd                     | 31   |
| 2008-09  | Francia (bandiera)                                                             | Nicolas Anelka                                     | Chelsea                            | 19   |
| 2009-10  | Costa d'Avorio (bandiera)                                                      | Didier Drogba                                      | Chelsea                            | 29   |
| 2010-11  | Bulgaria (bandiera) · Argentina (bandiera)                                     | Dimităr Berbatov Carlos Tévez                      | Manchester Utd Manchester City     | 21   |
| 2011-12  | Paesi Bassi (bandiera)                                                         | Robin van Persie                                   | Arsenal                            | 30   |
| 2012-13  | Paesi Bassi (bandiera)                                                         | Robin van Persie                                   | Manchester Utd                     | 26   |
| 2013-14  | Uruguay (bandiera)                                                             | Luis Suárez                                        | Liverpool                          | 31   |
| 2014-15  | Argentina (bandiera)                                                           | Sergio Agüero                                      | Manchester City                    | 26   |
| 2015-16  | Inghilterra (bandiera)                                                         | Harry Kane                                         | Tottenham                          | 25   |
| 2016-17  | Inghilterra (bandiera)                                                         | Harry Kane                                         | Tottenham                          | 29   |
| 2017-18  | Egitto (bandiera)                                                              | Mohamed Salah                                      | Liverpool                          | 32   |
| 2018-19  | Gabon (bandiera) · Egitto (bandiera) · Senegal (bandiera)                      | Pierre-Emerick Aubameyang Mohamed Salah Sadio Mané | Arsenal Liverpool                  | 22   |
| 2019-20  | Inghilterra (bandiera)                                                         | Jamie Vardy                                        | Leicester City                     | 23   |
| 2020-21  | Inghilterra (bandiera)                                                         | Harry Kane                                         | Tottenham                          | 23   |
| 2021-22  | Corea del Sud (bandiera) · Egitto (bandiera)                                   | Son Heung-min Mohamed Salah                        | Tottenham Liverpool                | 23   |
| 2022-23  | Norvegia (bandiera)                                                            | Erling Haaland                                     | Manchester City                    | 36   |
| 2023-24  | Norvegia (bandiera)                                                            | Erling Haaland                                     | Manchester City                    | 27   |
| 2024-25  | Egitto (bandiera)                                                              | Mohamed Salah                                      | Liverpool                          | 29   |

## Statistiche

### Vincitori classifica marcatori per squadra
- 13 volte: Tottenham
- 12 volte:  Arsenal,  Everton
- 10 volte:  Liverpool
- 8 volte:  Sunderland,
- 7 volte:  Aston Villa,  Chelsea  Derby County,  Manchester Utd
- 6 volte:  Blackburn,  West Bromwich,  Manchester City
- 5 volte:  Bolton,  Newcastle Utd,  Southampton
- 3 volte:  Preston N.E.,  Sheffield Weds
- 2 volte:  Leeds Utd,  Leicester City,  Middlesbrough,  Norwich City,  Nottingham Forest,   West Ham Utd
- 1 volta:  Burnley,  Blackpool,  Coventry City,  Crystal Palace,  Huddersfield Town,  Ipswich Town,  Sheffield Utd,  Stoke City,  Watford

### Vincitori classifica marcatori per nazione
- 91 volte:  Inghilterra
- 16 volte:  Scozia
- 5 volte:  Francia,  Paesi Bassi
- 4 volte:  Galles
- 3 volte:  Egitto
- 2 volte:  Costa d'Avorio,  Irlanda,  Irlanda del Nord,  Norvegia
- 1 volta:  Bulgaria,  Cile,  Gabon,  Portogallo,  Senegal,  Corea del Sud  Trinidad e Tobago,  Uruguay

## Plurivincitori
In grassetto i giocatori ancora in attività:
- 6 volte:  Jimmy Greaves
- 5 volte:  Steve Bloomer
- 4 volte:  Thierry Henry,  Mohamed Salah
- 3 volte:  John Campbell,  Gary Lineker,  Alan Shearer,  Harry Kane
- 2 volte:  Jack Southworth,  Albert Shepherd,  David McLean,  Dixie Dean,   Jack Bowers, Tommy Lawton,  Ron Davies,  Malcolm Macdonald,  Alan Martin Smith,  Michael Owen,  Jimmy Floyd Hasselbaink,  Didier Drogba,  Robin van Persie,  Erling Haaland

## Maggior numero di gol in un campionato
- Sono indicati i calciatori che hanno segnato almeno 30 gol in un campionato.

### Dall'istituzione della Premier League (1992-93)
| Rank | Naz.                   | Nome              | Campionato | Club            | Gol | Partite | Media gol |
| ---- | ---------------------- | ----------------- | ---------- | --------------- | --- | ------- | --------- |
| 1    | Norvegia (bandiera)    | Erling Haaland    | 2022-2023  | Manchester City | 36  | 35      | 1,029     |
| 2    | Inghilterra (bandiera) | Andy Cole         | 1993-1994  | Newcastle Utd   | 34  | 40      | 0,850     |
| 2    | Inghilterra (bandiera) | Alan Shearer      | 1994-1995  | Blackburn       | 34  | 42      | 0,809     |
| 4    | Egitto (bandiera)      | Mohamed Salah     | 2017-2018  | Liverpool       | 32  | 36      | 0,888     |
| 5    | Inghilterra (bandiera) | Alan Shearer      | 1995-1996  | Blackburn       | 31  | 35      | 0,886     |
| 5    | Inghilterra (bandiera) | Alan Shearer      | 1993-1994  | Blackburn       | 31  | 40      | 0,775     |
| 5    | Uruguay (bandiera)     | Luis Suárez       | 2013-2014  | Liverpool       | 31  | 33      | 0,939     |
| 5    | Portogallo (bandiera)  | Cristiano Ronaldo | 2007-2008  | Manchester Utd  | 31  | 34      | 0,912     |
| 9    | Inghilterra (bandiera) | Kevin Phillips    | 1999-2000  | Sunderland      | 30  | 36      | 0,833     |
| 9    | Francia (bandiera)     | Thierry Henry     | 2003-2004  | Arsenal         | 30  | 37      | 0,811     |
| 9    | Inghilterra (bandiera) | Harry Kane        | 2017-2018  | Tottenham       | 30  | 37      | 0,811     |
| 9    | Paesi Bassi (bandiera) | Robin van Persie  | 2011-2012  | Arsenal         | 30  | 38      | 0,789     |
| 9    | Inghilterra (bandiera) | Harry Kane        | 2022-2023  | Tottenham       | 30  | 38      | 0,789     |